# Khoisan

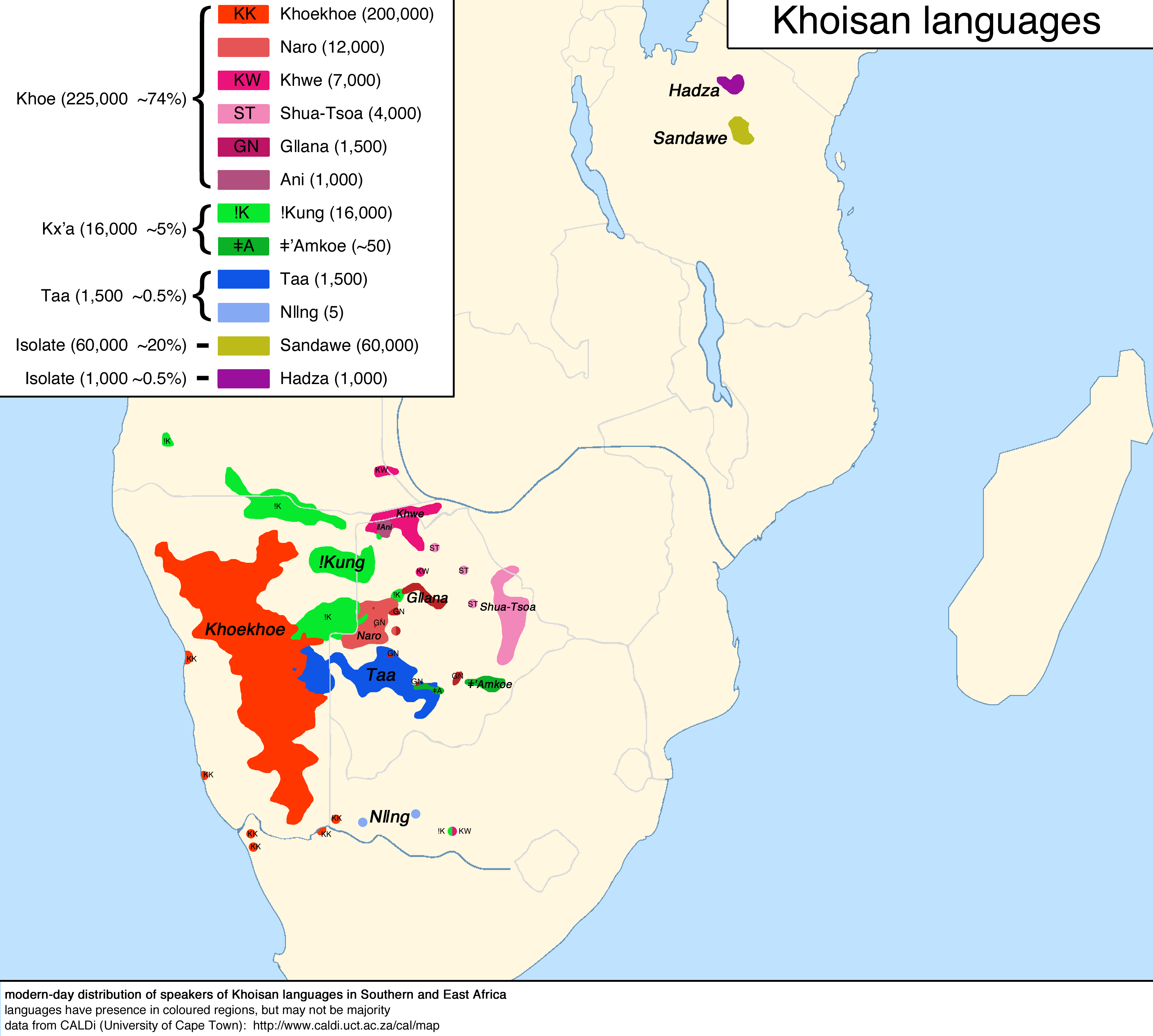
Verbreitung und Sprecher der Khoisansprachen

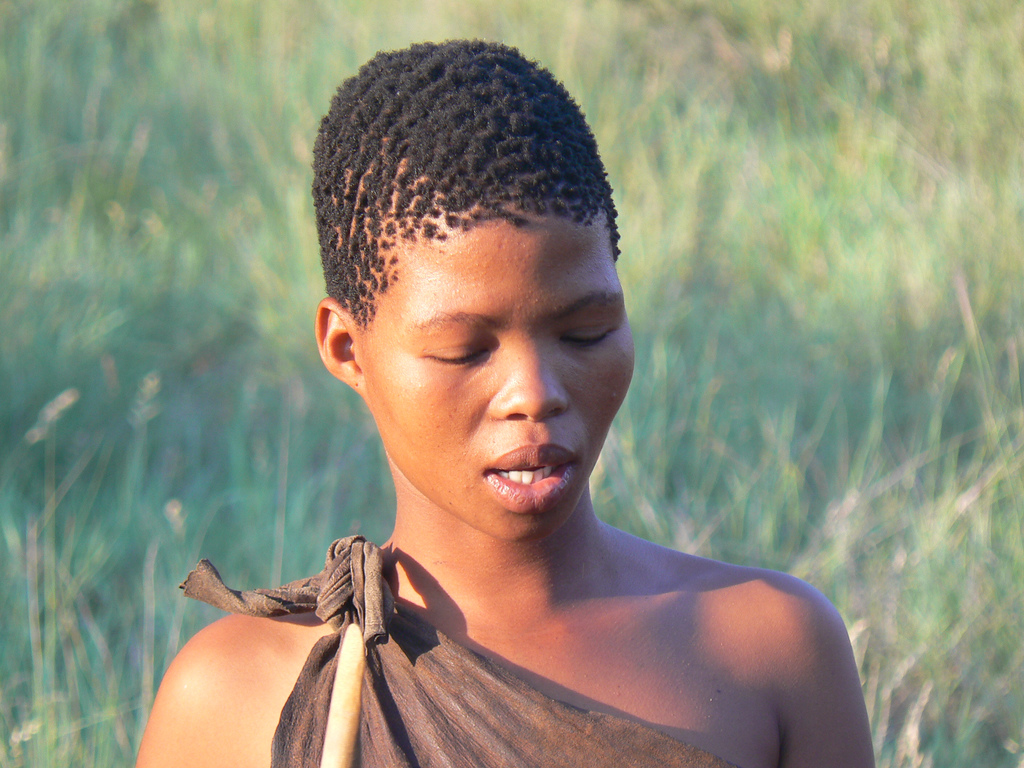
Eine San in Botswana

Als Khoisan werden die indigenen Bevölkerungsgruppen des Südens und Südwestens Afrikas bezeichnet, denen die Khoikhoi und die San angehören. Die Khoisan sind genetischen Untersuchungen zufolge die älteste heute existierende Menschengruppe. Khoisan sprechen Khoisansprachen, die durch ihre zahlreichen Klick- und Schnalzlaute gekennzeichnet sind.
Die größte Khoisan-Volksgruppe stellen die Nama dar, welche hauptsächlich in Namibia leben.

## Begriffsgeschichte
Der Begriff Khoisan deutet die Einheit der sich ursprünglich als Khoi bezeichnenden Bevölkerung an. Die durch Europäer eingeführte Trennung der Khoi in zwei unterschiedliche Gruppen, die der Khoikhoi („Hottentotten“) und die der San („Buschmänner“), geht bis ins 17. Jahrhundert zurück. Um die Bewohner zu klassifizieren, benutzte man physische wie ökonomische Merkmale. Man bezeichnete die viehhaltende Bevölkerung als Khoikhoi, die viehlosen Jäger und Sammler als San, unabhängig davon, ob sich die Gesellschaften selbst als homogene Gruppe sahen. Die Trennung anhand von ökonomischen Aspekten wurde jedoch von den durch Viehzucht wohlhabenderen Khoi unterstützt. Sammeln wurde gemeinhin als „niedere“ Tätigkeit gegenüber der des Viehzüchtens angesehen. So ist die Bezeichnung San keine Eigenbezeichnung, sondern eine Fremdbezeichnung, die diesen Unterschied verdeutlichen soll.
Die Wortschöpfung Khoisan wurde erstmals 1928 von dem Anthropologen Leonhard Schultze gebraucht, um eine für ihn erkennbare „rassische“ Verbindung zwischen Khoikhoi und San auszudrücken.
Auch Isaac Schapera benutzte in seinem Werk The Khoisan Peoples of South Africa: Bushmen and Hottentots. (1930) den Begriff Khoisan und definierte beide Gesellschaften als kulturelle, linguistische und ethnische Einheit.
1963 wird der Begriff durch den Linguisten Joseph Greenberg weiter definiert. Seine Theorie der drei Gruppen – der südlichen, nördlichen und zentralen Khoisan-Sprachbünde – wird jedoch kontrovers diskutiert. Die innere Klassifikation ist nach wie vor strittig, da die Sprachen der Khoisan nur spärlich erforscht sind.
In der Ethnologie wird der Begriff ganz allgemein für eine im südlichen Afrika beheimatete Bevölkerungsgruppe benutzt, unabhängig von ihren politischen oder familiären Organisationsstrukturen und ökonomischen oder biologischen Merkmalen.

## Siedlungsgebiet und Geschichte
Die Khoisan leben heute überwiegend in Namibia, Südafrika, Botswana und Angola. Früher reichte ihr Verbreitungsgebiet sehr viel weiter nach Norden. Viele der bis zu 20.000 Jahre alten Felszeichnungen im Süden Afrikas werden diesen Menschengruppen zugeordnet.
Die schwarzafrikanischen Damara, welche einen ähnlichen Khoisan-Dialekt wie die Nama sprechen und auch in Namibia leben, werden aufgrund der eng verbundenen Geschichte mitunter zu den Khoisan gezählt. Aufgrund einer genetischen Verwandtschaft vor allem mit den Bantuvölkern werden sie insbesondere bei herkunftsbezogenen Studien über Khoisan jedoch in der Regel nicht einbezogen.
Die in Tansania lebenden Hadza und Sandawe werden aufgrund phonetischer Gemeinsamkeiten manchmal zu den Khoisansprachen hinzugezählt. Obgleich ein Khoisananteil von 7 bis 9 Prozent im Genom der Hadza und Sandawe entdeckt wurde, sind die beiden tansanischen Volksgruppen allerdings hauptsächlich mit den afroasiatischen Volksgruppen Äthiopiens und Somalias verwandt.
Sowohl sprachliche wie auch archäologische Funde belegen, dass die Khoisan ursprünglich große Teile Afrikas südlich des Äquators bewohnten und erst später von bäuerlichen Bantu-Völkern verdrängt wurden. Die Expansion der Bantu begann bereits vor unserer Zeitrechnung. Die Bantu besaßen Eisenwerkzeuge und betrieben Ackerbau. In vielen Gebieten verdrängten sie innerhalb weniger Jahrhunderte die verstreut lebenden Jäger und Sammler der Khoisan-Völker. Die Ausbreitung der Bantu endete in der Nähe des 25. Breitengrades (Pretoria). Vermutlich weil die von ihnen angebauten Ackerpflanzen Yamswurzel, Sorghum, Hirse im mediterranen, winterfeuchten Klima des südlichen Afrikas nicht gedeihen. So konnten sich die Khoisan in diesem Gebiet halten. Erst nach der Ankunft der Europäer im südlichen Afrika, die mediterrane Pflanzen mitbrachten, besiedelten Bantu-Völker auch das südliche Afrika. Infolge der europäischen Landnahme wurden die Khoisan ein weiteres Mal dezimiert.
Eingewanderte Bantu-Männer haben mit den Khoisan-Frauen unter anderem auf dem Gebiet des heutigen Sambia Nachkommen gezeugt, wie genetische Studien des Max-Planck-Institut für evolutionäre Anthropologie in Leipzig und des französischen Centre national de la recherche scientifique (CNRS) in Lyon zeigten.

### Besonderheit: Ausdauerjagd
Die möglicherweise älteste Form der menschlichen Jagd ist die Ausdauerjagd. Sie beruht auf der gegenüber vielen Säugetieren überlegenen Ausdauer des Menschen beim Laufen. Schnelle Jäger wie Geparden, die kurze Zeit Geschwindigkeiten von über 100 km/h erreichen, können sie nur vorübergehend durchhalten. Auch andere Raubtiere halten hohe Geschwindigkeiten nur kurze Zeit durch und müssen durch Anschleichen oder Zusammenwirken im Rudel zum Erfolg kommen. Durch seine Schweißdrüsen kann der Mensch den Körper effektiv kühlen und einen Lauf lange durchhalten. Die Jäger der Khoisan im südlichen Afrika erlegen Huftiere wie Zebras oder Steinböckchen, indem sie diese verfolgen, bis sie an Kraft verlieren.

## Ursprungstheorien

Stammbaum der Menschen in den letzten 300.000 Jahren:
gelb – Nichtafrikaner
orange – Ostafrikaner
rot – Westafrikaner
blau – Mbuti-Pygmäen
grün – Khoisan

Genetische Untersuchungen bestätigten die Sonderstellung der Khoisan im Stammbaum der Menschen: Die Stammeslinie der Khoisan spaltete sich schon vor 200.000 bis 300.000 Jahren von allen anderen Menschengruppen ab. Es wurde geschätzt, dass andere Populationen seitdem mit 10 bis 30 Prozent zum Genom aller heutigen Khoisan beitrugen. Unter den !Kung-San wurde dabei der geringste Anteil an jüngster Vermischung mit anderen Populationen festgestellt.
Aufgrund dieser isolierten Stellung wird seit langem die Hypothese diskutiert, ob die Klick- und Schnalzlaute der Khoisan-Sprachen ein Relikt einer Proto- oder „Ursprache“ des Menschen sind: Es könnte sich um Laute handeln, welche die Khoisan behalten, alle anderen Völker dagegen verloren haben. Kritiker halten entgegen, dass es genauso umgekehrt sein könnte, dass die Khoisan diese Laute erst nach ihrer ethnischen Abspaltung angenommen haben. Ein Grund könnte sein, dass diese Laute in der Kommunikation der Jäger und Sammler von Vorteil sind.